# Станге, Тине
Тине Станге (норв. Tine Stange; род. 14 мая 1986 года, Тёнсберг) — норвежская гандболистка, крайняя норвежского клуба «Ларвик», бывший игрок сборной Норвегии. Восьмикратная чемпионка Норвегии, двукратная победительница Кубка Норвегии (2005 и 2008), победительница Лиги чемпионов 2011 года. Чемпионка Европы 2010 года, бронзовый призёр чемпионата мира 2009 года.